# Vir philippinensis
El camarón de coral burbuja (Vir philippinensis) es una especie de camarón de agua salada de la familia Palaemonidae, orden Decapoda. Fue descrito en el año 1984.

## Distribución
Vir philippinensis se encuentra desde el Mar Rojo hasta el Indo-Pacífico, incluyendo Indonesia, Japón, Birmania, Filipinas, Australia y Papúa Nueva Guinea.